# Ольвето-Читра
Ольвето-Читра (итал. Oliveto Citra) — коммуна в Италии, располагается в регионе Кампания, в провинции Салерно.
Население составляет 4002 человека, плотность населения составляет 129 чел./км². Занимает площадь 31 км². Почтовый индекс — 84020. Телефонный код — 0828.
Покровителем коммуны почитается святой Макарий. Праздник ежегодно празднуется 24 мая.